# گوک‌گوز (کوزان)
گوک‌گوز (به ترکی استانبولی: Gökgöz) یک منطقهٔ مسکونی در ترکیه است که در قوزان (ترکیه) واقع شده‌است.